# Chichiș
Chichiș é uma comuna romena localizada no distrito de Covasna, na região histórica da Transilvânia. A comuna possui uma área de 20.64 km² e sua população era de 1615 habitantes segundo o censo de 2007.